# Felovia vae
Felovia vae és una espècie de mamífer rosegador de la família dels ctenodactílids. Viu a Mali, Mauritània i el Senegal. El seu hàbitat natural són les zones rocoses, on busca refugi a les esquerdes i fissures. Es desconeix si hi ha cap amenaça significativa per a la supervivència d'aquesta espècie, tot i que podria estar afectada per la desertificació i la desforestació.